# Вичегда
Вичегда је десна притока реке Северне Двине у Архангелској области у Русији.
Река је дуга 1.130 km са површином слива 121.000 km². Река има претежно нивални режим. За високог водостаја пловна је до Волдина (959 km). Просечни годишњи проток на ушћу износи 1.100 m³/sek. Залеђена је од новембра да маја.
Главна пристаништа су Солвичегорск, Јаренск, Межог, Ајкино, Сиктивкар и Уст-Кулом.